# Masakra nad Wounded Knee
Masakra nad Wounded Knee – ostatnie duże starcie zbrojne pomiędzy armią Stanów Zjednoczonych Ameryki a Indianami Wielkich Równin z 29 grudnia 1890.
Starcie miało miejsce nad potokiem Wounded Knee na terenie indiańskiego rezerwatu Pine Ridge. Stanowiło kulminacyjny moment trwającej ponad dwa miesiące „kampanii w Pine Ridge” – dużej wojskowej interwencji, mającej zaprowadzić spokój w rezerwatach Lakotów (Siuksów) na terenie Dakoty Południowej i Dakoty Północnej oraz uspokoić obawy białych mieszkańców pogranicza – wielu z nich było zaniepokojonych szerzeniem się nowej indiańskiej religii Tańca Duchów i bało się wybuchu indiańskiego powstania.
Starcie, nazywane przez wiele starszych (zwłaszcza amerykańskich) źródeł „bitwą”, przez większość historyków uważane jest obecnie za masakrę ze względu na znaczną przewagę sił i uzbrojenia 7. Pułku Kawalerii nad – złożoną w dużej części z kobiet i dzieci oraz rozbrojoną wcześniej – grupą Lakotów Minneconjou wodza Wielkiej Stopy (ang. Big Foot). Chociaż masakra nie była ostatnim krwawym epizodem na amerykańsko-indiańskim pograniczu, to jej datę uznaje się za historyczny koniec wojen rdzennych Amerykanów w Ameryce Północnej.

## Geneza – Taniec Duchów

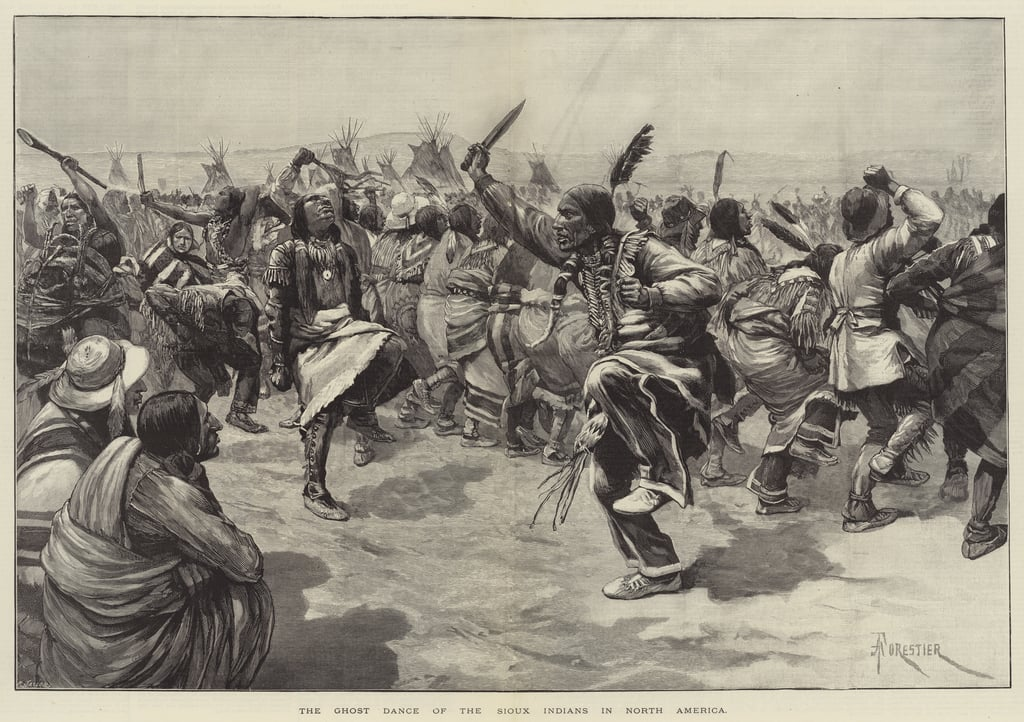
Taniec Duchów – ilustracja do jednego z pierwszych obszernych opisów indiańskiej religii: James P. Boyd Recent Indian Wars, Under the Lead of Sitting Bull and Other Chiefs; With Full Account of the Messiah Craze and Ghost Dances (1891)

W latach 80. XIX w., w kilka lat po ostatniej zwycięskiej dla siebie bitwie nad Little Big Horn, większość Indian Wielkich Równin znalazła się w wydzielonych przez rząd Stanów Zjednoczonych rezerwatach. Tam część Indian przejmowała od białych Amerykanów, stopniowo i nie bez trudności, nowe wzory – sposoby gospodarowania, język, ubiór, obyczaje i religię. Inni – rozczarowani ciężkimi warunkami życia, łamaniem składanych im obietnic i brakiem perspektyw – żyli wspomnieniami przeszłości lub zwracali się ku dającym nadzieję nowym prorokom. Najbardziej znanym z ówczesnych tubylczych proroków, którego wizja w dniu zaćmienia Słońca 1 stycznia 1889 zapoczątkowała nowy panindiański kult – Taniec Duchów, był Indianin Pajute z Nevady – Wovoka (Jack Wilson).
Religijne objawienie Wovoki było swoistą mieszanką ideologii i rytuałów małej chrześcijańskiej wspólnoty shakerystów (ang. Shakers) z tradycyjnym mistycyzmem, spirytualizmem i taneczną obrzędowością Pajutów. Nowa religia obiecywała wyznawcom nadejście końca świata połączonego z zagładą białych ludzi, powrót wytępionych stad bizonów i ponowne połączenie się z bliskimi. Oprócz systematycznego uczestnictwa w ekstatycznych obrzędach Tańca Ducha, nakazywała m.in. życie w pokoju, dobre uczynki oraz odrzucenie alkoholu. Pod koniec lat 80. XIX w. tubylczy posłańcy rozprzestrzenili ją wśród ponad 30 plemion Zachodu. Religia zainteresowała też część Lakotów (Siuksów), którzy do rytuałów Wovoki dodali trans i charakterystyczne koszule ducha, które – zdaniem wyznawców kultu – miały ich chronić przed kulami wrogów.
Wśród osadników z pogranicza nowa, uważana za „pogańską”, religia i niezrozumiałe dla Amerykanów „tańce wojenne”, odciągające tubylców od prób urządzania się w rezerwatach na wzór białych sąsiadów, wzbudziły przerażenie. Lokalna prasa drukowała alarmistyczne artykuły. Z obawy przed kolejnym zbrojnym indiańskim powstaniem i w celu położenia kresu „gorączce Mesjasza” do rezerwatów Dakoty wezwano znaczne oddziały wojska. Pod koniec listopada 1890 dowodzący Armią USA generał Nelson Miles rozpoczął mającą trwać ponad dwa miesiące wojskową interwencję, zwaną „kampanią w Pine Ridge”. W grudniu 1890 ceremonie Tańca Ducha zostały w rezerwatach Lakotów zakazane, a tańczących „wrogich Indian” wezwano do powrotu do kontrolowanych przez władze placówek w rezerwatach (tzw. agencji). Przywódców „buntu” polecono aresztować „za wszelką cenę”.
15 grudnia 1890, podczas próby aresztowania za rzekomy udział w nielegalnej ceremonii, indiańscy policjanci na rządowej służbie zabili wodza Lakotów Hunkpapa Siedzącego Byka (ang. Sitting Bull) i jego siedmiu współplemieńców. W starciu zginęło też sześciu indiańskich policjantów, a obawiający się zemsty wojska Indianie – także ci, którzy nie uczestniczyli dotąd w obrzędach Tańca Ducha – zaczęli uciekać z okolic agencji do kryjówek w Badlands i obozowisk tancerzy. Wielu współplemieńców Siedzącego Byka schroniło się w położonym nad rzeką Cheyenne obozie grupy Lakotów Minneconjou wodza Wielkiej Stopy (ang. Big Foot). Obawiając się o bezpieczeństwo swoich ludzi, Wielka Stopa, wraz z grupą ok. 350 Siuksów, wyruszył następnego dnia w stronę agencji Pine Ridge, by tam oddać się pod opiekę przyjaznego białym znanego wodza Czerwonej Chmury (ang. Red Cloud).

## 28 grudnia

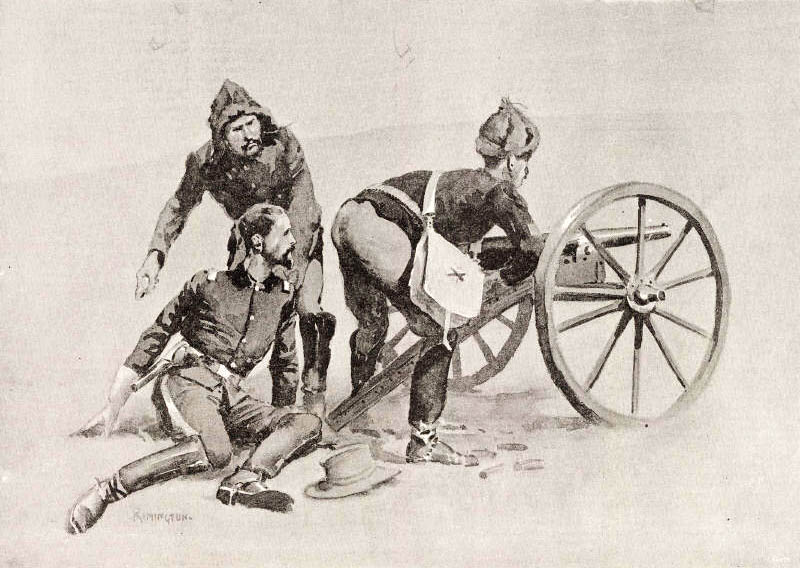
Kawaleria i działko Hotchkissa nad Wounded Knee

Po południu 28 grudnia wędrujący na południe Lakoci napotkali poszukujący ich z rozkazu gen. Milesa oddział 7. Pułku Kawalerii pod dowództwem majora Samuela Whiteside’a. Ten przekonał chorego wodza Wielką Stopę, by cała jego grupa udała się do pobliskiego wojskowego obozu położonego nad strumieniem Wounded Knee (sami Lakoci nazywali go Chankpe Opi Wakpala), skąd mieli zostać odprowadzeni do agencji Pine Ridge. Na miejsce poruszająca się wolno kolumna dotarła dopiero wieczorem, więc z rozbrojeniem Indian Amerykanie postanowili zaczekać do następnego dnia. Żołnierze doliczyli się 120 mężczyzn oraz 230 kobiet i dzieci.
Indianom wyznaczono miejsce na obozowisko, wydano żywność i kilka dodatkowych namiotów a dookoła rozstawiono warty. Chory na zapalenie płuc Wielka Stopa otrzymał też piecyk i pomoc lekarską. Na wzgórzu na północ od indiańskiego obozowiska ustawiono dwa szybkostrzelne działa Hotchkissa kalibru 1,65 cala (41,9 mm). Późnym wieczorem nad Wounded Knee dotarła też pozostała część 7. Pułku Kawalerii wraz z jego dowódcą pułkownikiem Jamesem W. Forsythem i dwoma kolejnymi działami. Łącznie siły amerykańskie liczyły 470 kawalerzystów i 30 indiańskich zwiadowców. Według późniejszych relacji świadków, rozgrzewających się nocą przy dostarczonej do obozu beczułce whisky, żołnierzy coraz bardziej podniecały nie tylko plany schwytania Wielkiej Stopy, ale i możliwość wzięcia na całej grupie Lakotów krwawego odwetu za klęskę ich pułku nad Little Bighorn.

## 29 grudnia

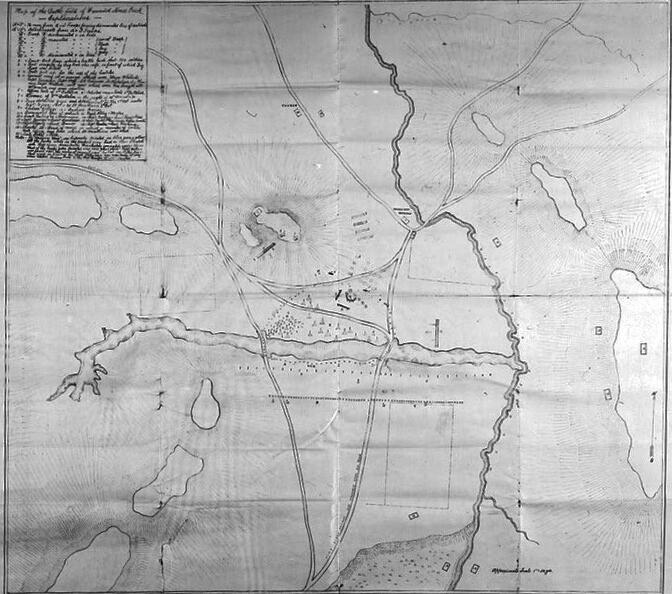
Mapa starcia nad Wounded Knee, sporządzona przez płk. J. Forsytha

Rankiem 29 grudnia żołnierze otoczyli Indian, wezwali wojowników na naradę i zażądali od nich złożenia broni. Większość osłabionych i zmarzniętych Lakotów podporządkowała się rozkazom i ponoć tylko szaman (źródła podają zwykle, że był to Żółty Ptak (ang. Yellow Bird), ale według relacji części świadków bardziej prawdopodobne jest, iż był to Siedzący Prosto (ang. Sits Up Straight)) głośno protestował, przekonując współplemieńców do wiary w moc koszul ducha. Niezadowoleni z ilości przejętej broni żołnierze przystąpili do przeszukiwania namiotów i rewizji osobistych, odbierając Indianom wszystko, co mogło posłużyć do walki.
Relacje świadków na temat tego, co dokładnie wtedy się wydarzyło, różnią się w szczegółach. Najczęściej przytaczana wersja mówi, iż jednym z przeszukiwanych miał być młody wojownik Czarny Kojot (ang. Black Coyote), który nie chciał oddać swojego karabinu Winchestera (a według lakockiego świadka masakry Żelaznego Ogona, ang. Iron Tail, był głuchy). Podczas szamotaniny jego broń wypaliła (możliwe, że kula trafiła jednego z żołnierzy), a przekonani o buncie Lakotów kawalerzyści rozpoczęli ostrzał bezbronnego tłumu ze wszystkich stron. Amerykanie otworzyli m.in. ogień z czterech działek Hotchkissa, masakrując Indian i własnych żołnierzy, wziętych w krzyżowy ogień (według późniejszych zeznań żołnierzy, bitewny dym oraz zimowa odzież uniemożliwiały w znacznej mierze odróżnienie płci i wieku Indian, a część kobiet i dzieci brała czynny udział w walce). Część wojowników usiłowała odzyskać broń zgromadzoną na środku placu, pozostali – w tym wielu rannych – szukali iluzorycznego schronienia w zagłębieniach terenu i namiotach, lub ratowali się ucieczką. Mimo białej flagi powiewającej przed namiotem Wielkiej Stopy Amerykanie kontynuowali ostrzał, zabijając w rezultacie 153 Indian (w tym niemal wszystkich wojowników Wielkiej Stopy i jego samego). W kilku miejscach doszło do walki wręcz, jednak straty 7. Pułku były znikome (25 zabitych i 39 rannych, wielu – od ognia innych żołnierzy).

## Ofiary

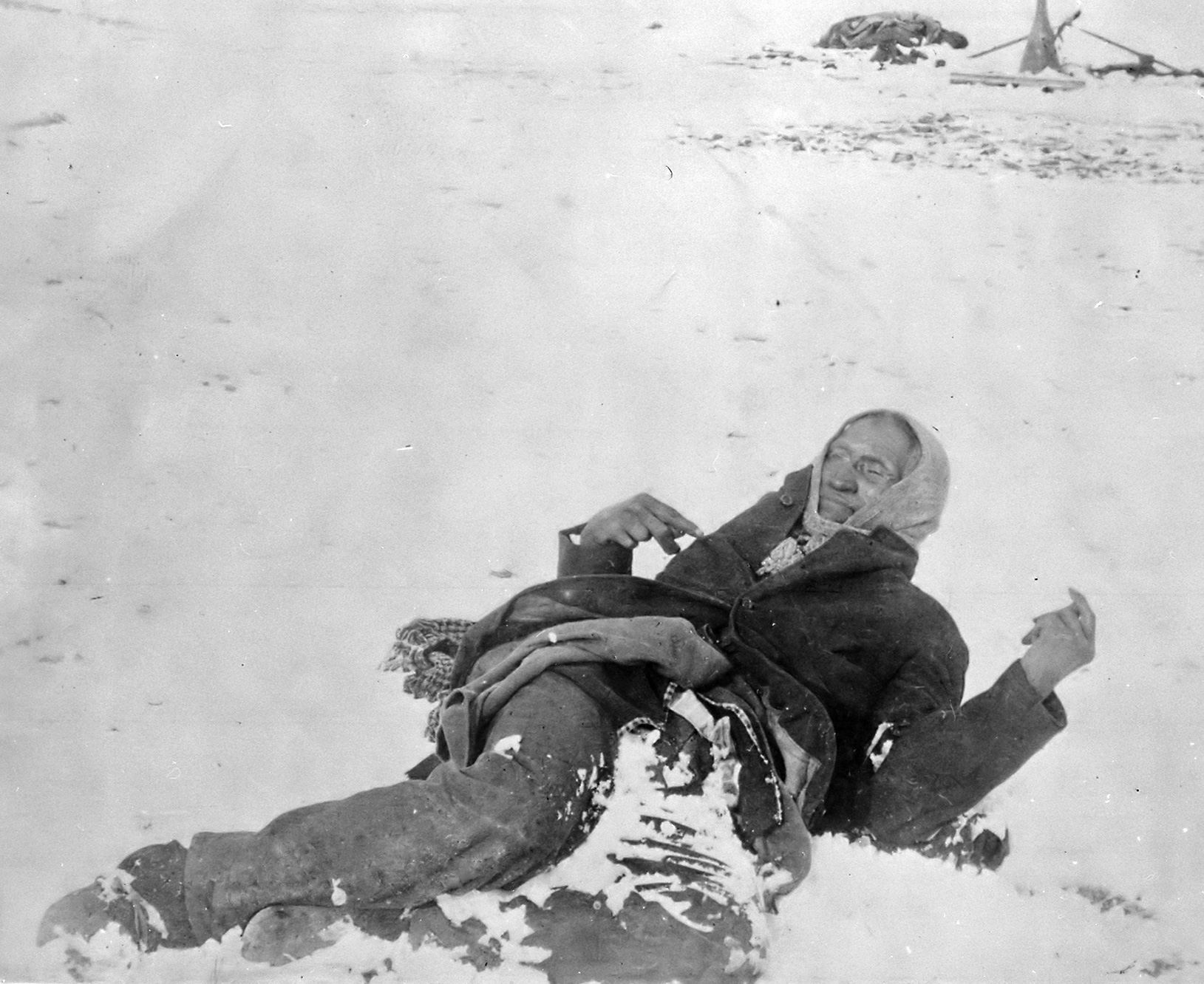
Martwy wódz Lakotów Wielka Stopa (ang. Big Foot) po masakrze nad Wounded Knee (zdjęcie z 1 stycznia 1891). Carl Smith tak opisywał go 7 stycznia 1891 w „Chicago Inter-Ocean”: Wielka Stopa spoczywał jakby w godnym odosobnieniu... Odziany w przyzwoite cywilne ubranie, głowę miał owiniętą szalem. Nosił wełnianą bieliznę, a ogólny wygląd wskazywał na kogoś dość dobrze zadbanego. Miał kilka ran postrzałowych i jeśli zdążył zdać sobie sprawę z tego, co go raniło, to oznaki tego całkiem zniknęły. Wędrowny fotograf podparł starca, a gdy leżał bezbronny, zrobiono mu portret... Oszczędzono mu jednak zwyczajowych zabiegów o miły wygląd.

Według relacji indiańskiego lekarza z agencji Pine Ridge Charlesa A. Eastmana ciała ofiar znajdowano później w promieniu 3 mil od obozu, bowiem uciekających z obozu Indian ścigano i mordowano, nie oszczędzając kobiet i dzieci. Według naocznych świadków żołnierze wznosili okrzyki na cześć generała Custera i zabijali w zemście za klęskę nad Little Bighorn (choć jeden z Indian wspominał też, że widział żołnierza, który strzelił do kolegi, by powstrzymać go od zabijania kolejnych bezbronnych osób). Choć większość Indian zabito w kilkanaście minut, to strzelanina – z różnym nasileniem – trwała jeszcze kilka godzin, a żołnierze ostrzeliwali uciekinierów kryjących się w pobliskim wąwozie. Odgłosy strzałów przyciągnęły nad Wounded Knee Indian z okolic agencji Pine Ridge, ale – nieliczni i słabo uzbrojeni – nie byli w stanie zmienić rozmiarów klęski. Gdy po południu słaby opór Lakotów ustał, część rannych – najpierw żołnierzy, a następnie Indian – przewieziono na wozach do oddalonej o 18 mil agencji Pine Ridge. Wśród rannych Indian umieszczonych w misyjnym kościele było tylko 4 mężczyzn oraz 49 kobiet i dzieci. Resztę ofiar pozostawiono na łaskę nadciągającej śnieżycy.
Dopiero po trzech dniach, 1 stycznia, do miejsca rzezi dotarła z agencji Pine Ridge ekspedycja pogrzebowa z doktorem Eastmanem (niektóre źródła – w tym sam Eastman – podają różne daty, od 31 grudnia do 3 stycznia). Na polu walki zastano spalone namioty, zamarznięte zwłoki i kilkoro wciąż żywych Indian, w tym czwórkę dzieci. Chociaż wśród członków ekspedycji biali stanowili mniejszość, to zdaniem części Lakotów niektóre ciała zbezczeszczono wówczas i rozebrano, zabierając koszule ducha i inne wartościowe przedmioty na pamiątkę. 150 ciał poległych pochowano w mogile zbiorowej wykopanej na wzgórzu, z którego wcześniej strzelały działa, a znajdującej się dziś na historycznym cmentarzu w miejscowości Wounded Knee. Pogrzebowi nie towarzyszyła żadna ceremonia religijna, na miejscu byli natomiast dziennikarze i fotograf.
Ostatnią ofiarę masakry, Indianina o proroczym imieniu Ostatni Człowiek (ang. Last Man) odnaleziono nad strumieniem Wounded Knee – przemarzniętego i na wpółżywego – 5 stycznia 1891 roku, 8 dni po tragicznym starciu. Zmarł 6 stycznia o 8:00 rano. Sfotografowany na polu bitwy wódz Wielka Stopa został następnie oskalpowany, a makabryczne trofeum trafiło na wiele lat do Muzeum 7. Pułku w stanie Massachusetts.
Dokładna liczba ofiar masakry nad Wounded Knee (poległych na miejscu lub zmarłych później w wyniku odniesionych ran i mrozu) jest trudna do oszacowania, według Lakotów z 350-osobowej grupy wodza Wielkiej Stopy ocalało 50 ludzi. Według oficjalnych szacunków rządowych zginęło 153 Indian, a los 150 innych pozostał nieznany. Mario Gonzalez, pełnomocnik Stowarzyszenia Ofiar Wounded Knee (Wounded Knee Survivors Association) zeznał przed amerykańskim Senatem, że śmierć nad Wounded Knee poniosło 356 Indian. W 1917 roku gen. Nelson Miles w swoim kolejnym raporcie dla komisji badającej okoliczności „bitwy” szacował liczbę ofiar na ok. 290 (w tym 90 wojowników oraz 200 kobiet i dzieci).

## Oceny

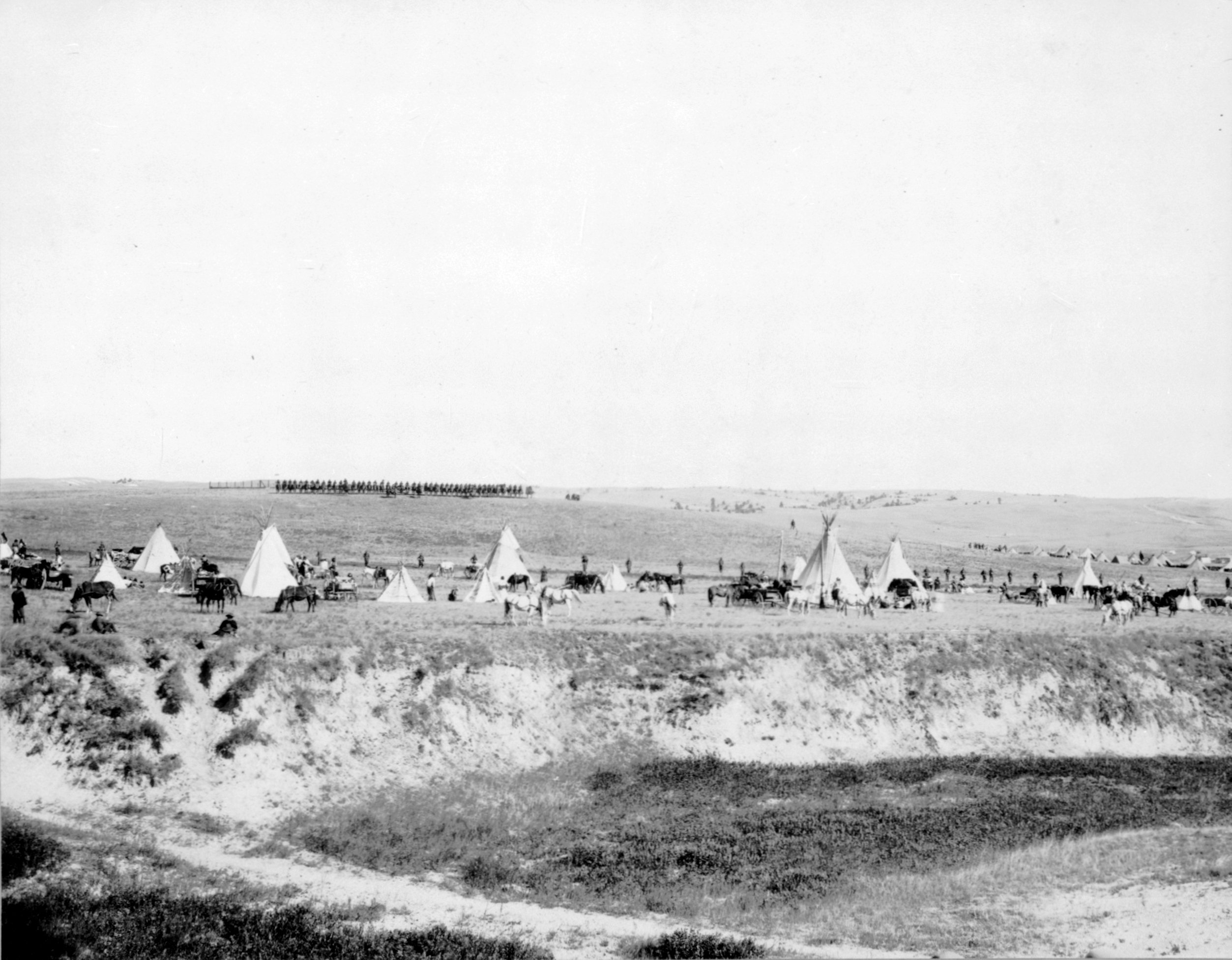
7. pułk kawalerii Armii USA w tle, z obozem Indian nad Wounded Knee na pierwszym planie. Rekonstrukcja bitwy na fotografii Jamesa A. Millera z 1913 r.

Zszokowany skutkami „bitwy” generał Nelson Miles pozbawił pułkownika Forsytha dowództwa 7. Pułku Kawalerii i doprowadził do przejściowego wydalenia go z armii. W 1913 roku zaprosił Żelaznego Ogona do Waszyngtonu, by dowódcy amerykańskiej armii mogli wysłuchać świadectwa jednego z ocalałych z masakry Lakotów, który nad Wounded Knee został dwukrotnie ranny i stracił siedmioro członków rodziny. Żelazny Ogon, którego z kolei zafascynował admirał George Dewey, dodał wówczas nazwisko admirała do swego przydomka Beard (Broda) i stał się odtąd znany jako Dewey Beard (był m.in. jednym z trzech wybrańców pozujących do profilu Indianina na monecie z 1913 roku). Gen. Miles do końca życia bezskutecznie naciskał Kongres, by ten przyznał Lakotom rekompensatę za tę – jak pisał w 1920 roku – nieusprawiedliwioną i godną najcięższego potępienia masakrę. Jednak jego starania nie spotkały się ze zrozumieniem dowództwa Armii i członków najwyższych władz USA.
Większość społeczeństwa amerykańskiego – zwłaszcza pamiętający nie tak dawne przecież walki z Indianami mieszkańcy Zachodu – przyjęła bowiem wojskową interwencję w Pine Ridge i stanowiącą jej kulminacyjny moment masakrę z aplauzem. Mimo postawienia w stan oskarżenia (za „karygodne dowodzenie”), pułkownik Forsyth zdołał oczyścić się z zarzutów. W śledztwie opierano się przede wszystkim na wojskowych raportach i zeznaniach będącego na służbie armii amerykańskiej tłumacza, półkrwi Indianina Philipa Wellsa. Wśród 32 odznaczonych za wyróżniającą się postawę tego dnia, dwudziestu żołnierzy odznaczono Medalami Honoru, nazywanymi odtąd przez Indian medalami hańby (ang. dishonor). W styczniu 1917 roku specjalna komisja rewizyjna pod przewodnictwem gen. Milesa uznała, że niektóre medale przyznawano w przeszłości bardzo liberalnie, ale nie odebrała żadnego z medali przyznanych uczestnikom masakry z 29 grudnia 1890 roku.
Chociaż mieszkańcy pogranicza uważali zazwyczaj, że słusznie zduszono w zarodku niebezpieczny kult, to bardziej podzielone były opinie mieszkańców Wschodniego Wybrzeża (po opublikowaniu w bostońskiej prasie apelu doktora Eastmana Lakoci otrzymali np. wiele ubrań i bandaży). Jednak ówczesna prasa generalnie nie tylko usprawiedliwiała „bitwę”, ale i krytykowała „opieszałość” gen. Milesa, która miała prowadzić do zbędnych strat po stronie armii i zagrożenia białych osadników. Opinie o wojskowej rzezi bez prowokacji i zemście za Custera należały wówczas do rzadkości. Wśród domagających się bezwzględnej rozprawy z tubylcami był m.in. L. Frank Baum, późniejszy autor Czarnoksiężnika z krainy Oz, który najpierw po śmierci Siedzącego Byka, a następnie zaraz po masakrze nad Wounded Knee napisał w Aberdeen Saturday Pioneer dwa artykuły, w których sugerował całkowite unicestwienie nielicznych pozostałych Indian oraz starcie tych nieopanowanych i niedających się poskromić stworzeń z powierzchni ziemi.
Będący świadkiem końcówki krwawych wydarzeń nad Wounded Knee lakocki szaman Black Elk (wówczas młody wojownik) tak podsumował je w podyktowanych później znanych wspomnieniach: Nie wiedziałem jeszcze wtedy, jak wiele się skończyło. Kiedy spoglądam wstecz z tego wysokiego wzgórza mej starości, wciąż widzę zmasakrowane ciała kobiet i dzieci, tworzące stosy lub porozrzucane wzdłuż krętego wąwozu; równie wyraźnie jak wtedy, gdy patrzyłem na to młodymi jeszcze oczyma. I widzę, że coś jeszcze zginęło tam, w tym krwawym błocie i zostało pogrzebane w zamieci. Marzenie ludzi tam umarło. Było to piękne marzenie.
Znawca dziejów wojen z Indianami, historyk Robert Utley o kampanii w Pine Ridge napisał: Patrząc wstecz, widzimy, że ani Wielka Stopa, ani Siedzący Byk, gdyby im pozwolono bez przeszkód udać się tam, gdzie chcieli, nie doprowadziliby do użycia siły, a już na pewno nie na skalę Wounded Knee. Jednak podejmujący decyzje patrzyli w przyszłość, a nie wstecz, i w ówczesnej atmosferze nie żywili żadnych zastrzeżeń co do mądrości swej decyzji.

## Koniec wojny
Masakra nad Wounded Knee okazała się ostatnim dużym – choć nie ostatnim krwawym – starciem Amerykanów z Indianami Wielkich Równin. Wywołane masakrą zamieszki wokół agencji i potyczki na terenie rezerwatu Pine Ridge trwały jeszcze kilkanaście dni (za udział w nich żołnierze 7. Pułku otrzymali kolejne Medale Honoru). Wzburzeni lub wystraszeni masakrą Lakoci opuszczali pilnowane przez białych obozy, gromadzili się w kryjówkach na terenie Badlands i szukali okazji do zemsty. Już następnego dnia, w starciu z dużą grupą Lakotów koło szkoły misyjnej siostry Katharine Drexel, jeden żołnierz 7. Pułku został zabity, sześciu innych odniosło rany, a ranny por. James D. Mann zmarł kilka dni później. Straty Siuksów nie były duże (choć nie są dokładnie znane), a całe starcie nie skończyło się dla obleganego tam oddziału jeszcze tragiczniej tylko dlatego, że w ostatniej chwili z odsieczą przybyli mu – po liczącym 50 mil ciężkim zimowym marszu – tzw. Bizoni Żołnierze (ang. Buffalo Soldiers) z murzyńskiego 9. Pułku Kawalerii.
Tydzień po masakrze nad Wounded Knee młody Lakota o imieniu Wiele Koni (ang. Plenty Horses) strzelił w głowę por. Edwardowi Caseyowi – dowódcy oddziału Szejenów, który zanadto zbliżył się do indiańskiego obozowiska. Został za to postawiony przed sądem, który musiał rozstrzygnąć m.in. to, czy między Amerykanami i Lakotami trwała w obu przypadkach regularna wojna (i wtedy potraktować Indianina jak jeńca wojennego), czy też wojny nie było (i uznać, że zbrodni morderstwa dopuścił się nie tylko Wiele Koni, ale także cały 7. Pułk). Sprawę skomplikował mający miejsce kilka dni później atak trzech cywilów (ranczerów braci Culbertsonów) na pokojowy obóz Indian, zakończony śmiercią Lakoty Mało Ogonów (ang. Few Tails). Mający problem z oceną zbyt gorących jeszcze wydarzeń sędziowie w Sioux Falls uniknęli ostatecznego rozrachunku z rzeczywistością amerykańskiego pogranicza, najpierw skazując indiańskiego zabójcę oficera na powieszenie, a następnie uniewinniając „wrogiego” wojownika w oparciu o dowody istnienia faktycznego „stanu wojny” w rezerwacie. Pozostawili tym samym historykom indiańskich wojen pole do rozmaitych interpretacji dramatycznych wydarzeń z przełomu lat 1890-91.
Wielu wzburzonych Lakotów rozważało w tych dniach szersze działania zbrojne przeciwko białym, jednak sroga zima, brak żywności, demonstracja siły wojsk generała Nelsona Milesa oraz pokojowe nastawienie Czerwonej Chmury (ang. Red Cloud) sprawiły, iż około połowy stycznia 1891 zbuntowani lub zaniepokojeni dotąd Lakoci stopniowo powrócili do pilnowanej przez wojsko agencji Pine Ridge. 21 stycznia gen. Miles zorganizował w agencji Pine Ridge ostatni demonstracyjny przegląd oddziałów i trwająca w sumie ponad dwa miesiące kampania przeciwko Lakotom, w której uczestniczyło łącznie 5 z 10 istniejących wówczas pułków kawalerii i 9 z 25 pułków piechoty Armii USA (ogółem 5500 żołnierzy i oficerów), dobiegła końca.

## Następstwa masakry

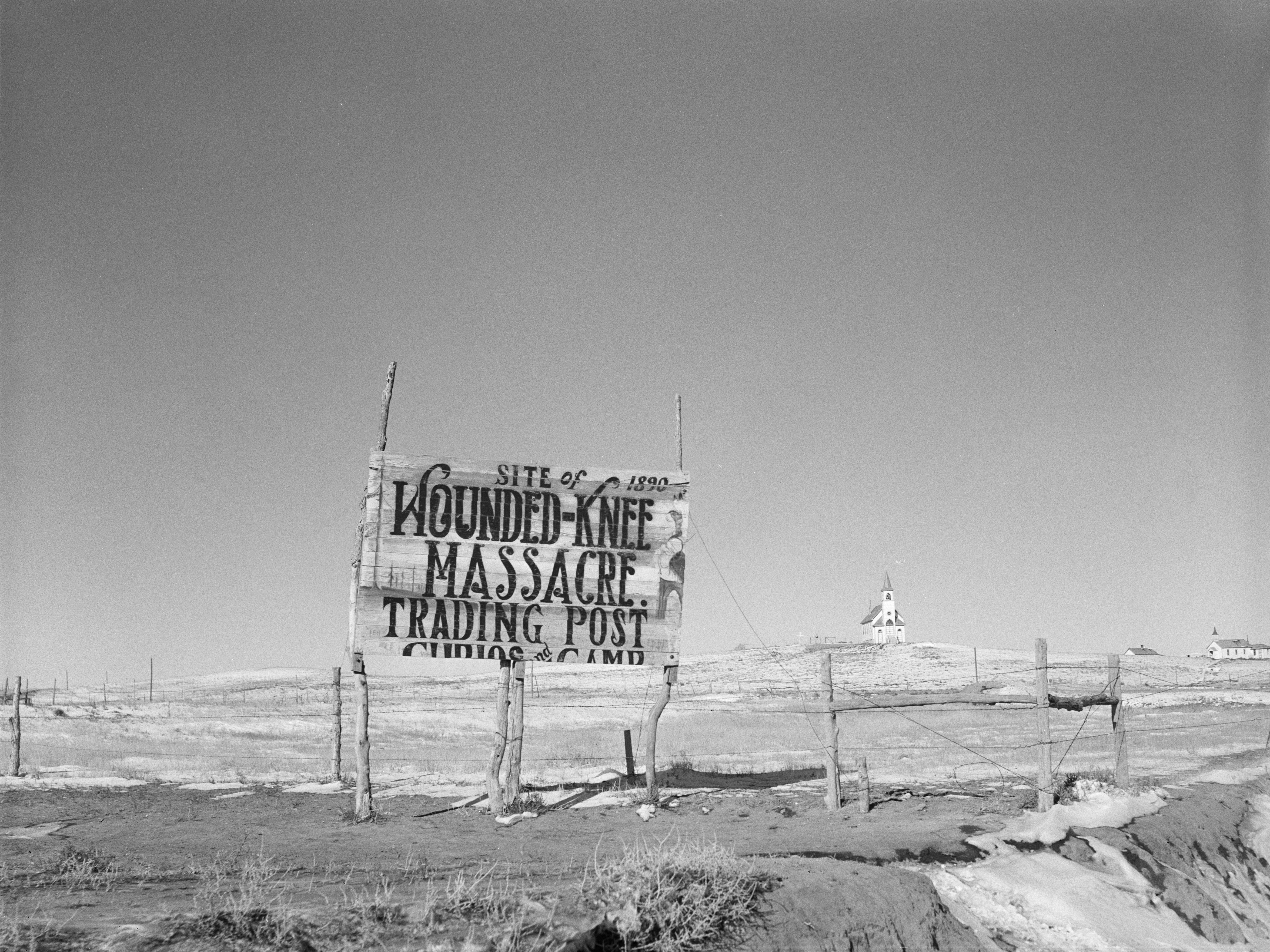
Wounded Knee w 1940

Tragedia nad Wounded Knee okazała się też szczytowym momentem w stosunkowo krótkiej historii kultu Tańca Ducha wśród Lakotów. Wygasł on u nich szybko (choć w innych plemionach zanikał i przekształcał się dłużej), gdy okazało się, że głoszone przez proroków wizje odrodzenia indiańskiego świata nie realizują się, biali zwyciężają zarówno biernych tancerzy, jak i wojowników stawiających czynny opór, a koszule ducha nie są w stanie uchronić ich posiadaczy przed wrogami. 27 przywódców Tańca Ducha z rozkazu gen. Milesa zostało jeszcze w styczniu 1891 uwięzionych w Fort Sheridan, w Illinois. Jednak już 30 marca 1891 roku popularny organizator rewii z Dzikiego Zachodu Buffalo Bill uzyskał zgodę (mimo sprzeciwu Biura do spraw Indian) na ich zwolnienie i 23 Lakotów wyjechało w roczne tournée po Europie, a pozostali wrócili do domu. W ten sposób niedawni szamani i wojownicy niemal z dnia na dzień stali się cyrkowcami i aktorami.
Jeszcze 14 stycznia 1891 gen. Miles uzyskał zgodę na wysłanie grupy wodzów z wizytą do Waszyngtonu. Lakoci przybyli tam na przełomie stycznia i lutego, i przez tydzień zwiedzali miasto, na koszt rządu odkrywając zalety teatrów i restauracji oraz kupując drogie garnitury do pamiątkowych fotografii. Cała delegacja spotkała się też z sekretarzem spraw wewnętrznych Johnem W. Noble oraz komisarzem do spraw Indian Thomasem J. Morganem, składając skargi na masakrę nad Wounded Knee i nierealizowanie przez władze traktatowych obietnic. Zbywani ogólnymi zapewnieniami o zrozumieniu, niedawni przywódcy lakockiego buntu i liderzy tubylczego ruchu religijnego wkroczyli tym samym w sferę polityki, prawa i lobbingu, w której tubylczy działacze mieli się odtąd doskonalić przez kolejne dziesięciolecia.

## Pamięć o masakrze

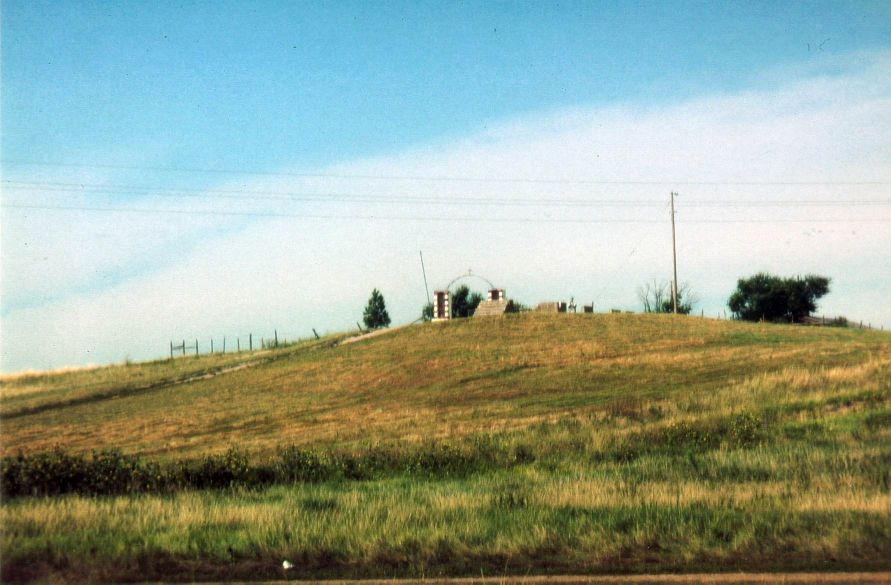
Wounded Knee w 1997

Przez sto lat po masakrze rząd Stanów Zjednoczonych nie uznał za stosowne wypowiedzieć się na temat masakry. Dopiero w 1990 roku Kongres wyraził ubolewanie z powodu tego wydarzenia, pisząc: Właściwym i na czasie jest, by Kongres Stanów Zjednoczonych wyraził wobec Siuksów swój głęboki żal [z powodu masakry]'. Do dziś nie odebrano jednak dwudziestu Medali Honoru uczestniczącym w rzezi żołnierzom, czego od lat domagają się działacze na rzecz praw Indian i sami Lakoci. Jeszcze pod koniec XX w. dowództwo Armii amerykańskiej broniło prawa żołnierzy do zachowania medali za swój udział w niesławnym starciu – wciąż w wojskowych dokumentach nazywanym „bitwą” – argumentując to „staraniami” dowódców, „trudnymi warunkami” pola walki, „aktywnym oporem” Lakotów oraz przekonaniem, iż współczesne normy etyczne nie powinny być stosowane do wydarzeń sprzed ponad stu lat.
W 1903 roku na miejscu zbiorowej mogiły współplemieńców w Wounded Knee Lakota Joseph Horn Cloud postawił – z pomocą przyjaciół i rodziny – pomnik, na którym umieszczono napis: Wielka Stopa był wielkim wodzem Indian Siuksów. Często powtarzał – będę żył w pokoju aż po kres moich dni. Dokonał wielu dobrych i odważnych czynów dla białych i czerwonoskórych. Wiele niewinnych kobiet i dzieci, które nie uczyniły nic złego, spoczęło w tym miejscu. Do dziś Lakoci nie życzą sobie pomocy władz w zagospodarowaniu miejsca masakry, obawiając się przekształcenia je w kolejne centrum turystyczne. Skalp Wielkiej Stopy, mimo licznych protestów rodziny, przez niemal 110 lat przechowywany był w upamiętniającym 7. Pułk Kawalerii muzeum. Dopiero latem 2000 roku pod naciskiem opinii publicznej szczątki wodza zmasakrowanych Indian powróciły do miejsca jego urodzenia, gdzie Lakoci pochowali je z szacunkiem i w zgodzie z własnymi tradycjami.
Pamięć o dramatycznych wydarzeniach z przełomu lat 1890-91 pozostaje wciąż żywa, powstało sporo książek im poświęconym (w tym przetłumaczona na język polski a napisana z indiańskiego punktu widzenia przez amerykańskiego historyka Dee Browna Pochowaj me serce w Wounded Knee, a także piosenki (wśród nich znany protest-song Buffy Sainte-Marie – a później m.in. grupy Indigo Girls – Bury My Heart at Wounded Knee z 1970). Od 1986 co roku w grudniu grupa lakockich jeźdźców uczestniczy w konnym Rajdzie Pamięci na liczącej ponad 200 mil trasie od miejsca pochówku Siedzącego Byka w Fort Yates w rezerwacie Standing Rock do Wounded Knee w Pine Ridge, by uczcić pamięć zamordowanych przodków i modlić się o pomyślność przyszłych pokoleń, a 29 grudnia na historycznym cmentarzu w Wounded Knee odbywają się tradycyjne lakockie ceremonie.

## Wounded Knee II
W 1968 w proteście przeciwko dyskryminacji Indian, polityce Biura do spraw Indian (BIA) i brutalności policji powstał Ruch Indian Amerykańskich (American Indian Movement, AIM). 27 lutego 1973 ok. 250 działaczy Ruchu, w większości z plemienia Siuksów Oglala, pod przywództwem Russella Meansa i Dennisa Banksa rozpoczęło 71-dniową okupację Wounded Knee i proklamowało „niepodległość”. Bezpośrednią przyczyną rozpoczęcia okupacji była – ich zdaniem – niesprawiedliwa wobec Indian polityka władz federalnych i kontrowersyjne rządy szefa Rady Plemiennej Pine Ridge, Richarda Wilsona oskarżanego o korupcję, nepotyzm i dyskryminowanie „tradycjonalistów”. Przez pierwsze 10 dni, do 8 marca, okupowane przez Indian i otoczone policyjnym kordonem osiedle Wounded Knee było odcięte od świata. Odłączono prąd i zablokowano dostawy żywności. Po 8 marca do Wounded Knee zaczęli przybywać z pomocą indiańscy ochotnicy z całych Stanów Zjednoczonych, a okupacja zyskała rozgłos i sporą sympatię społeczną. W wyniku okazjonalnej wymiany ognia zginęło dwóch uczestników okupacji (Frank Clearwater i Lawrence Buddy Lamonte), a po jej zakończeniu ok. 300 Indian zostało aresztowanych.
Trwająca do 8 maja okupacja zakończyła się obietnicami rozważenia przez władze postulatów protestujących Indian, dotyczących nadużyć w rezerwacie Pine Ridge i przestrzegania postanowień zawartych w historycznych traktatach. Tzw. Wounded Knee II oraz późniejsze procesy – uniewinnionych w większości – przywódców okupacji odbiły się szerokim echem w całej Ameryce. Chociaż warunki życia w rezerwacie Pine Ridge nie uległy większym zmianom, to sytuacja Indian w USA zaczęła ulegać poprawie, a ich postulatów zaczęto słuchać z większą uwagą. Mimo późniejszej krytyki działań AIM – a zwłaszcza incydentów zbrojnych, w których brali udział jego działacze (zob. Leonard Peltier) i zbliżenia do skrajnej lewicy, przez wielu Indian Wounded Knee II uważane jest do dziś za moment przełomowy w najnowszej historii tubylczych Amerykanów.